# وارن وارد (لاعب كرة سلة)
وارن وارد (بالإنجليزية: Warren Ward) مواليد 16 نوفمبر 1989 في لندن، هو لاعب كرة سلة كندي. بدأ مسيرته الاحترافية في سنة 2013. يلعب مع وندسور إكسبرس في دوري كندا الوطني لكرة السلة. يحمل الرقم 10. يبلغ طوله 6 قدم 6 بوصة (2.0 م). حقق المركز الثاني في الألعاب الجامعية الصيفية 2011. لعب كرة السلة الجامعية في جامعة أوتاوا.

## المسيرة الاحترافية
لعب مع تي بي بي ترير في الدوري الألماني في موسم 2013–2014، ثم لعب مع لندن لايتنينغ في سنة 2015، ثم لعب مع وندسور إكسبرس في سنة 2016.

## الميداليات
| الميدالية | المسابقة                      |
| --------- | ----------------------------- |
| فضية      | الألعاب الجامعية الصيفية 2011 |

## روابط خارجية
- وارن وارد على موقع كرة السلة الأوروبية.كوم (الإنجليزية)
- وارن وارد على موقع ريلجم (الإنجليزية)
- وارن وارد على موقع بروبوليرز (الإنجليزية)